# Soesilascarites
Soesilascarites is een geslacht van kevers uit de familie van de loopkevers (Carabidae). De wetenschappelijke naam van het geslacht is voor het eerst geldig gepubliceerd in 2010 door Makhan.

## Soorten
Het geslacht Soesilascarites is monotypisch en omvat slechts de volgende soort:
- Soesilascarites aschnae Makhan, 2010